# Astragalus austrouralensis
Astragalus austrouralensis es una especie de planta del género Astragalus, de la familia de las leguminosas, orden Fabales.
Fue descrita científicamente por Kulikov & Novosti Sist. Vyssh. Rast.